# 불가침 조약
불가침 조약(不可侵條約, non-aggression pact), 중립 조약(neutrality pact)은 서로 군사적인 행동에 관여하지 않겠다고 약속하는 둘 이상의 국가 간 조약이다.
불가침 조약과 중립 조약은 서로 다르게 간주되기도 한다. 이 경우 불가침 조약은 다른 조인국들을 공격하지 않겠다고 약속하는 것을 포함한다고 간주하지만 중립 조약은 다른 조인국에 대한 어떠한 지원도 피하겠다고 약속하는 것을 포함한다. 19세기에 중립 조약은 다른 국가를 공격하는 허가를 제공하기 위해 사용되기도 했다.
공격은 유엔 헌장에 의해 금지되어 있으므로 모든 유엔 소속 국가들은 어떠한 공격도 하지 않는 조약적 의무를 진다. (현실적으로는 깨지는 경우도 있긴 하지만)

## 불가침 조약의 예
- 런던 조약 (1518년)
- 독일-소련 불가침 조약 (1939년 8월 23일)
- 소련-일본 중립 조약 (1941년 4월 13일)

## 같이 보기
- 군사동맹
- 강화 조약